# IV Recenseamento Geral da População de Portugal
O IV Recenseamento Geral da População de Portugal realizou-se a 1 de dezembro de 1900, abrangendo todo o território nacional no continente europeu e arquipélagos dos Açores e da Madeira. Segundo este Censo, Portugal tinha 5 423 132 «habitantes de facto», sendo 2 591 600 homens e 2 831 532 mulheres, verificando-se ainda que somente 1 161 796 sabiam ler.  e as famílias apresentavam um número médio de 4,2 indivíduos.
Este quarto recenseamento geral da população foi ordenado pela Carta de Lei de 25 de agosto de 1877, sendo posteriormente regulado pelo Decreto de 3 de agosto de 1900.
A apresentação o tratamento e a recolha de dados foi idêntica à do censo de 1890, com a introdução de algumas inovações. Em relação ao estado civil foi incluída a categoria “separado judicialmente”. Apurou-se pela primeira vez os dados relativos à religião, ficando dividida nas seguintes categorias: católicos, protestantes, israelitas, maometanos e sem religião.
Os dados deste censo foram tratados mecanicamente pela primeira vez, dando origem a uma primeira publicação com dados provisórios, a que se seguiu a promulgação de três volumes com dados definitivos, assim subdivididos: Vol. I - Fogos - População de residência habitual e população de facto; sexo, naturalidade, estado civil e instrução; Vol. II - População de facto agrupada segundo as idades, distinguindo o sexo, o estado civil e a instrução elementar. - População segundo a religião; Vol. III - População de facto, classificada segundo as grandes divisões profissionais por sexos e grupos de idades, população com deficiências, número e composição das famílias.

## Alguns resultados
O estado da população de Portugal no 1º de dezembro de 1900 consta do seguinte quadro, de acordo com os dados definitivos publicados no Vol. I: 
| Distrito          | População |
| ----------------- | --------- |
| Aveiro            | 303 169   |
| Beja              | 163 612   |
| Braga             | 357 159   |
| Bragança          | 185 162   |
| Castelo Branco    | 216 608   |
| Coimbra           | 332 168   |
| Évora             | 128 062   |
| Faro              | 255 191   |
| Guarda            | 261 630   |
| Leiria            | 238 755   |
| Lisboa            | 709 509   |
| Portalegre        | 124 431   |
| Porto             | 597 935   |
| Santarém          | 283 154   |
| Viana do Castelo  | 215 267   |
| Vila Real         | 242 196   |
| Viseu             | 402 259   |
| Angra do Heroísmo | 73 332    |
| Horta             | 55 233    |
| Ponta Delgada     | 127 726   |
| Funchal           | 150 574   |
| Total Nacional    | 5 423 132 |

| Distrito          | Taxa de Alfabetização | Taxa de Alfabetização | Taxa de Alfabetização | Taxa de Alfabetização | Taxa de Alfabetização | Taxa de Alfabetização | Taxa de Alfabetização | Taxa de Alfabetização |
| Distrito          | Total                 | Total                 | Homens                | Homens                | Homens                | Mulheres              | Mulheres              | Mulheres              |
| Distrito          | Analfabetos           | Sabem ler             | Total                 | Analfabetos           | Sabem ler             | Total                 | Analfabetas           | Sabem ler             |
| ----------------- | --------------------- | --------------------- | --------------------- | --------------------- | --------------------- | --------------------- | --------------------- | --------------------- |
| Aveiro            | 78,8%                 | 21,2%                 | 45,4%                 | 29,9%                 | 15,5%                 | 54,6%                 | 48,9%                 | 5,7%                  |
| Beja              | 85,2%                 | 14,8%                 | 50,7%                 | 41,5%                 | 9,2%                  | 49,4%                 | 43,7%                 | 5,7%                  |
| Braga             | 77,8%                 | 22,2%                 | 45,2%                 | 29,6%                 | 15,6%                 | 54,8%                 | 48,2%                 | 6,6%                  |
| Bragança          | 83,4%                 | 16,6%                 | 49,6%                 | 37,8%                 | 11,8%                 | 50,4%                 | 45,6%                 | 4,8%                  |
| Castelo Branco    | 86,5%                 | 13,5%                 | 48,8%                 | 39,1%                 | 9,7%                  | 51,2%                 | 47,4%                 | 3,8%                  |
| Coimbra           | 83,1%                 | 16,9%                 | 45,8%                 | 32,9%                 | 12,9%                 | 54,2%                 | 50,2%                 | 4,0%                  |
| Évora             | 82,3%                 | 17,7%                 | 51,3%                 | 40,8%                 | 10,5%                 | 48,7%                 | 41,5%                 | 7,2%                  |
| Faro              | 83,4%                 | 16,6%                 | 49,9%                 | 41,3%                 | 8,6%                  | 50,1%                 | 42,1%                 | 8,0%                  |
| Guarda            | 83,7%                 | 16,3%                 | 47,9%                 | 36,0%                 | 11,9%                 | 52,2%                 | 47,7%                 | 4,5%                  |
| Leiria            | 86,5%                 | 13,5%                 | 48,7%                 | 39,0%                 | 9,7%                  | 51,3%                 | 47,5%                 | 3,8%                  |
| Lisboa            | 62,6%                 | 37,4%                 | 50,8%                 | 30,6%                 | 20,2%                 | 49,3%                 | 32,0%                 | 17,3%                 |
| Portalegre        | 83,2%                 | 16,8%                 | 50,5%                 | 40,2%                 | 10,3%                 | 49,6%                 | 43,1%                 | 6,5%                  |
| Porto             | 70,6%                 | 29,4%                 | 46,4%                 | 28,3%                 | 18,1%                 | 53,5%                 | 42,3%                 | 11,2%                 |
| Santarém          | 82,1%                 | 17,9%                 | 49,2%                 | 37,7%                 | 11,5%                 | 50,8%                 | 44,4%                 | 6,4%                  |
| Viana do Castelo  | 76,8%                 | 23,2%                 | 43,8%                 | 26,1%                 | 17,7%                 | 56,2%                 | 50,7%                 | 5,5%                  |
| Vila Real         | 76,9%                 | 23,1%                 | 47,9%                 | 32,6%                 | 15,3%                 | 52,0%                 | 44,2%                 | 7,8%                  |
| Viseu             | 85,4%                 | 14,6%                 | 46,1%                 | 35,2%                 | 10,9%                 | 53,9%                 | 50,2%                 | 3,7%                  |
| Angra do Heroísmo | 81,7%                 | 18,3%                 | 45,4%                 | 36,7%                 | 8,7%                  | 54,7%                 | 45,0%                 | 9,7%                  |
| Horta             | 75,4%                 | 24,6%                 | 44,0%                 | 33,3%                 | 10,7%                 | 56,0%                 | 42,2%                 | 13,8%                 |
| Ponta Delgada     | 85,9%                 | 14,1%                 | 46,5%                 | 40,4%                 | 6,1%                  | 53,4%                 | 45,4%                 | 8,0%                  |
| Funchal           | 90,0%                 | 10,0%                 | 48,1%                 | 43,3%                 | 4,8%                  | 51,9%                 | 46,8%                 | 5,1%                  |
| Total Nacional    | 78,6%                 | 21,4%                 | 47,8%                 | 34,2%                 | 13,6%                 | 52,2%                 | 44,4%                 | 7,8%                  |